# Састаго
Састаго (ісп. Sástago) — муніципалітет в Іспанії, у складі автономної спільноти Арагон, у провінції Сарагоса. Населення — 1260 осіб (2010).
Муніципалітет розташований на відстані близько 220 км на північний схід від Мадрида, 55 км на південний захід від Сарагоси.

## Демографія
Динаміка населення (INE ):